# Lucapinella aequalis
Lucapinella aequalis är en snäckart som först beskrevs av Sowerby 1835.  Lucapinella aequalis ingår i släktet Lucapinella och familjen nyckelhålssnäckor. Inga underarter finns listade i Catalogue of Life.